# Hello Gutter, Hello Fadder
Hello Gutter, Hello Fadder, llamado Hola, arroyo. Adiós fama en España y Hola mamá, hola papá en Hispanoamérica, es un episodio perteneciente a la undécima temporada de la serie animada Los Simpson, estrenado en Estados Unidos por la cadena FOX el 14 de noviembre de 1999. Fue escrito por Al Jean y dirigido por Mike B. Anderson, y la estrella invitada fue Ron Howard como sí mismo, en su segunda aparición en el programa. En el episodio, Homer logra un juego perfecto en el bowling adquiriendo fama, pero pronto se da cuenta de que sólo era pasajera, por lo que decide invertir su tiempo en ser un mejor padre para Maggie.

## Sinopsis
Todo comienza cuando, en un día normal, Homer llega muy tarde al trabajo. Como castigo, el Sr. Burns obliga a Homer a comer residuos tóxicos en una habitación oscura. Lenny y Carl entran en el cuarto e invitan a Homer a ir a jugar a los bolos. Para poder ir, Homer llama por teléfono a Marge y le miente, diciéndole que no podría ir a la fiesta del té con Maggie porque había habido un accidente en la Planta y Lenny estaba hospitalizado. Homer, entonces, comienza a jugar bolos con sus amigos, y realiza un juego perfecto, alcanzando 300 puntos. El gran logro de Homer aparece en las noticias y llama la atención de todo Springfield. 
Pronto, Homer se convierte en una celebridad, y aparece en "Los Cuadrados de Springfield", un programa de televisión. Allí, Ron Howard, uno de los invitados, le dice a Homer que su fama era pasajera, y que sería olvidado en muy poco tiempo. Sin embargo, Homer se niega a creerle y se presenta en otro programa, pero termina siendo perseguido por todo el escenario. 
Tal como Ron había previsto, la fama de Homer se disuelve rápidamente. Preocupado, Homer trata de suicidarse lanzándose de un edificio alto, hasta que Otto, quien estaba tirándose en un salto bungee, lo salva. Feliz por seguir vivo, Homer decide mejorar su vida, dedicándosela a sus hijos. Al principio, trata de estar con Bart y Lisa, pero falla, por lo que decide pasar más tiempo con Maggie. Lo primero que hace con ella es llevarla a una clase de natación para niños pequeños, pero ella no confía en él, por lo que no entra al agua. Luego, Homer la lleva a la playa, y, para mostrarle como nadar, se mete en el océano. Pronto, la corriente arrastra a Homer hacia mar adentro y comienza a ahogarse, pero Maggie cobra fuerzas y logra salvarlo de forma heroica.
Más tarde, el Dr. Hibbert le explica a los Simpson que Maggie había cobrado una fuerza fuera de lo común para salvar a su padre. Para agradecerle por su acto heroico, Homer lleva a Maggie a los bolos, en donde la niña hace un juego perfecto de 300 puntos. Sin embargo, Homer le resta puntos por haber atravesado la línea, y termina abrazando y a su bebé (pero Homer arroja el globo con el número 300 que, era para Maggie).